# خوان دياز
خوان دياز (بالإسبانية: Juan Díaz Sánchez)‏ (6 أكتوبر 1948 سانتا كروث دي تينيريفه إسبانيا - 3 أبريل 2013 سانتا كروث دي تينيريفه إسبانيا) هو لاعب كرة قدم إسباني سابق كان يلعب كلاعب وسط.